# Laphria proxima
Laphria proxima är en tvåvingeart som beskrevs av Walker 1855. Laphria proxima ingår i släktet Laphria och familjen rovflugor. Inga underarter finns listade i Catalogue of Life.